# Игнатюк, Владимир Адамович
Владимир Адамович Игнатюк (1927—2003) — советский моряк, руководитель Мурманского морского пароходства. После выхода на пенсию являлся общественным деятелем.
Имя Владимира Адамовича носит российский ледокол.

## Биография

### До 1970 года
Володя Игнатюк родился в 1927 году в семье служащего.
Во время войны он учился в школе, этот возраст не подлежал призыву до конца октября 1944 года.
Летом 1942 года после окончания школы-семилетки Володе было 14 лет и он поступил в строительный техникум.
5 марта 1944 года вышло постановление Государственного Комитета обороны № 5311 «О подготовке командных кадров морского флота», которое позволяло будущим морякам учиться на гособеспечении.
В 1944 году Владимир Игнатюк ушёл из строительного техникума и подал документы в Одесское высшее мореходное училище
После блестящей сдачи вступительных экзаменов он был зачислен на судоводительский факультет.
Во время обучения в составе группы курсантов и преподавателей ОВМУ отличился в ситуации спасения теплохода «Победа», на котором 1 сентября 1948 года произошёл крупный пожар.
Как отличившийся, был упомянут в приказе Министра морского флота Н. В. Новикова от 30 декабря 1948 года «О награждении курсантов и преподавателей Одесского высшего мореходного училища, отличившихся в борьбе за спасение пассажиров и теплохода „Победа“».
По окончании ОВМО Игнатюк защитил диплом по специальности инженер-судоводитель и в 1950 году по распределению попал в Мурманское государственное морское пароходство.
Первым судном, на котором работал Владимир Адамович стал пароход «Софья Перовская», он был принят в экипаж на должность третьего штурмана.
После этого Игнатюк работал вторым помощником капитана на пароходе «Державин», пассажирским помощником на пароходе «Сестрорецк», работал при управлении пароходства сменным диспетчером.
После рождения дочери Игнатюк перешёл на береговую работу, с 1953 года был утверждён на должность главного диспетчера пароходства.
В 1956 году пароходство возглавил Иван Дмитриевич Данилкин, Владимир Адамович был его учеником.
С 1963 года Игнатюк перешёл на должность заместителя начальника пароходства по эксплуатации европейской линии.
В том же году начальником пароходства стал Юрий Левин (другой ученик Ивана Данилкина).
Вместе со своим подчинённым Евгением Прокопьевым Владимир Игнатюк инициировал создание регулярной линии Мурманск-Монреаль, получившей официальное название «Арктик Лайн».
В рамках реализации этого проекта на уровне Министерства морского флота была создана группа специалистов для изучения иностранного опыта в этой области, Владимир Адамович был включён в эту группу от своего пароходства.
Формирование группы произошло в 1968 году, целью группы было объявлено разрешение вопросов улучшения работы советских судов на канадской линии и повышения валютной эффективности работы флота при перевозке грузов иностранных фрахтователей.
Эти специалисты были командированы в порты ФРГ, Бельгии, Голландии, Франции и Канады.
Владимир Игнатюк активно налаживал деловые контакты с иностранными фрахтователями (в первую очередь — канадскими).
Позже он назначил постоянным представителем пароходства в Канаде Евгения Прокопьева.
После того, как всё было налажено, фрахт судов для Arctic Line приносил пароходству значительную прибыль в течение продолжительного времени.

### Начальник ММП и дальнейшая жизнь
В сентябре 1970 года в Мурманском морском пароходстве новая смена руководства: Ю. Г. Левин переходит на повышение в Министерство морского флота, новым начальником назначен В. А. Игнатюк.
При нём произошло активное освоение Арктики, одной из ключевых задач стала линия Мурманск — Дудинка.
Развитие Норильского комбината потребовало постоянной доставки грузов из Дудинки по Северному морскому пути.
Эта задача была поставлена в 1970 году, и в 1972 году был выполнен экспериментальный арктический рейс.
1 мая 1978 года атомный ледокол «Сибирь» и ледокол «Капитан Сорокин» провели в Дудинку караван из двух дизель-электроходов: «Павел Пономарёв» и «Наварин».
Это событие означало, что в Арктике была открыта круглогодичная навигация, за это Владимир Адамович был удостоен звания лауреата Государственной премии с формулировкой «За осуществление круглогодичной навигации в Западном районе Арктики».
Отдельной задачей стала разведка газовых месторождений на полуострове Ямал.
Из-за полной заболоченности полуострова всё геологоразведочное оборудование доставлялось морем из Мурманска, но при этом требовалось доставлять его к месту бурения по снежному и ледяному покрову.
Для реализации этой парадоксальной задачи под руководством Игнатюка было осуществлено несколько сверхранних арктических рейсов с грузом для нефтяников.

## Семья
- Жена Нонна Вениаминовна. С ней Владимир Адамович познакомился ещё во время учёбы в строительном техникуме. В 1951 году они поженились.
- Дочь Ольга, 1951 года рождения.
- Сын Андрей, 1956 года рождения.